# Regering-Werner
De Regering-Werner was van 2 maart 1959 tot 15 juni 1974 en van 16 juli 1979 tot 20 juli 1984 aan de macht in het Groothertogdom Luxemburg.
- Pierre Werner (Chrëschtlech Sozial Vollekspartei) volgde Pierre Frieden (CSV) na diens overlijden op 23 februari 1959 op als President van de Regering (dit wil zeggen premier).
- In 1964 volgde Erfprins Jan zijn moeder, Charlotte van Luxemburg, op als groothertog.
- Bij de parlementsverkiezingen van 15 december 1968 wonnen de liberalen van de Demokratesch Partei ten koste van de CSV. Nadat de onderhandelingen tussen liberalen en socialisten (LSAP) mislukten wegens de eis van die laatsten om medezeggenschap van de arbeiders in de ondernemingen, werd een nieuwe coalitie tussen CSV en DP gevormd. Het aantal portefeuilles werd verlaagd van tien tot zeven.[1]
- Omdat de liberale DP de parlementsverkiezingen van 29 mei 1974 had gewonnen en DP-leider Gaston Thorn een coalitiekabinet met de Lëtzebuerger Sozialistesch Aarbechterpartei vormde, moesten de christendemocraten van Werner in de oppositie.
- Als gevolg van de verkiezingsoverwinning van de CSV op 10 juni 1979 keerde Werner als premier terug. Op 20 juli 1984 trad Werner af en werd als premier opgevolgd door Jacques Santer.

## Samenstelling
| Persoon                                                  | Persoon                                                    | Ambt | Partij                                        |                                               |                                               |                                               |                                               |                                               |
| Werner-Schaus I (2 maart 1959 - 15 juli 1964)            | Werner-Schaus I (2 maart 1959 - 15 juli 1964)              | Werner-Schaus I (2 maart 1959 - 15 juli 1964)                                                                    | Werner-Schaus I (2 maart 1959 - 15 juli 1964) | Werner-Schaus I (2 maart 1959 - 15 juli 1964) | Werner-Schaus I (2 maart 1959 - 15 juli 1964) | Werner-Schaus I (2 maart 1959 - 15 juli 1964) | Werner-Schaus I (2 maart 1959 - 15 juli 1964) | Werner-Schaus I (2 maart 1959 - 15 juli 1964) |
| -------------------------------------------------------- | ---------------------------------------------------------- | --- | --------------------------------------------- | --------------------------------------------- | --------------------------------------------- | --------------------------------------------- | --------------------------------------------- | --------------------------------------------- |
|                                                          | Pierre Werner                                              | President van de Regering en minister van Financiën                                                              | CSV                                           |                                               |                                               |                                               |                                               |                                               |
|                                                          | Eugène Schaus                                              | vicepremier, minister van Buitenlandse Zaken, Buitenlandse Handel en het Leger                                   | DP                                            |                                               |                                               |                                               |                                               |                                               |
|                                                          | Emile Colling                                              | Minister van Arbeid, Sociale Zaken en Volksgezondheid                                                            | CSV                                           |                                               |                                               |                                               |                                               |                                               |
|                                                          | Robert Schafner                                            | Minister van Openbare Werken en Sport                                                                            | DP                                            |                                               |                                               |                                               |                                               |                                               |
|                                                          | Emile Schaus                                               | Minister van Landbouw, Onderwijs, Bevolking en Familie                                                           | CSV                                           |                                               |                                               |                                               |                                               |                                               |
|                                                          | Paul Elvinger                                              | Minister van Economie en Middenstand                                                                             | DP                                            |                                               |                                               |                                               |                                               |                                               |
|                                                          | Pierre Grégoire                                            | Minister van Binnenlandse Zaken, Religieuze Zaken, Kunsten, Wetenschappen en Transport                           | CSV                                           |                                               |                                               |                                               |                                               |                                               |
| Werner-Cravatte I (15 juli 1964 - 3 januari 1967)        |                                                            | |                                               |                                               |                                               |                                               |                                               |                                               |
|                                                          | Pierre Werner                                              | President van de Regering, minister van Buitenlandse Zaken, Financiën en Justitie                                | CSV                                           |                                               |                                               |                                               |                                               |                                               |
|                                                          | Henry Cravatte                                             | Vicepremier, minister van Binnenlandse Zaken, Toerisme en Sport                                                  | LSAP                                          |                                               |                                               |                                               |                                               |                                               |
|                                                          | Emile Colling                                              | Minister van Landbouw, Wijnbouw, Familie, Bevolking en Sociale Solidariteit                                      | CSV                                           |                                               |                                               |                                               |                                               |                                               |
|                                                          | Nic Biever(†15 juli 1965) Antoine Krier(sinds 15 juli 1965 | Minister van Arbeid, Sociale Zaken, Mijnbouw en Volksgezondheid                                                  | LSAP                                          |                                               |                                               |                                               |                                               |                                               |
|                                                          | Pierre Grégoire                                            | Minister van Onderwijs, Cultuur en Openbare Dienstverlening                                                      | CSV                                           |                                               |                                               |                                               |                                               |                                               |
|                                                          | Albert Bousser                                             | Minister van Openbare Werken, Transport, Post en Communicatie                                                    | LSAP                                          |                                               |                                               |                                               |                                               |                                               |
|                                                          | Marcel Fischbach                                           | Minister van Middenstand, het Leger en adjunct-minister van Buitenlandse Zaken                                   | CSV                                           |                                               |                                               |                                               |                                               |                                               |
|                                                          | Antoine Wehenkel                                           | Minister van Begrotingszaken, Economie en Energie                                                                | LSAP                                          |                                               |                                               |                                               |                                               |                                               |
|                                                          | Jean-Pierre Büchler                                        | Staatssecretaris van Landbouw en Wijnbouw                                                                        | CSV                                           |                                               |                                               |                                               |                                               |                                               |
|                                                          | Raymond Vouel                                              | Staatssecretaris van Volksgezondheid, Sociale Zaken en Mijnbouw                                                  | LSAP                                          |                                               |                                               |                                               |                                               |                                               |
| Werner-Cravatte II (3 januari 1967 - 6 februari 1969)    |                                                            | |                                               |                                               |                                               |                                               |                                               |                                               |
|                                                          | Pierre Werner                                              | President van de Regering, minister van Financiën en Openbare Dienstverlening                                    | CSV                                           |                                               |                                               |                                               |                                               |                                               |
|                                                          | Henry Cravatte                                             | Vicepremier, minister van Binnenlandse Zaken, Toerisme en Sport                                                  | LSAP                                          |                                               |                                               |                                               |                                               |                                               |
|                                                          | Pierre Grégoire                                            | Minister van Buitenlandse Zaken, het Leger, Cultuur en Religieuze Zaken                                          | CSV                                           |                                               |                                               |                                               |                                               |                                               |
|                                                          | Albert Bousser                                             | Minister van Openbare Werken, Transport, Post en Communicatie                                                    | LSAP                                          |                                               |                                               |                                               |                                               |                                               |
|                                                          | Antoine Wehenkel                                           | Minister van Begrotingzaken, Economie en Energie                                                                 | LSAP                                          |                                               |                                               |                                               |                                               |                                               |
|                                                          | Antoine Krier                                              | Minister van Arbeid, Sociale Zaken, Mijnbouw en Volksgezondheid                                                  | LSAP                                          |                                               |                                               |                                               |                                               |                                               |
|                                                          | Jean-Pierre Büchler                                        | Minister van Landbouw, Wijnbouw en Middenstand                                                                   | CSV                                           |                                               |                                               |                                               |                                               |                                               |
|                                                          | Jean Dupong                                                | Minister van Justitie, Familie, Jeugd, Bevolking en Sociale Solidariteit                                         | CSV                                           |                                               |                                               |                                               |                                               |                                               |
|                                                          | Raymond Vouel                                              | Staatssecretaris van Volksgezondheid, Sociale Zaken en Mijnbouw                                                  | LSAP                                          |                                               |                                               |                                               |                                               |                                               |
|                                                          | Madeleine Frieden-Kinnen                                   | Staatssecretaris van Familie, Jeugd, Bevolking en Sociale Solidariteit                                           | CSV                                           |                                               |                                               |                                               |                                               |                                               |
| Werner-Schaus II (6 februari 1969 - 5 juli 1971)         |                                                            | |                                               |                                               |                                               |                                               |                                               |                                               |
|                                                          | Pierre Werner                                              | President van de Regering en minister van Financiën                                                              | CSV                                           |                                               |                                               |                                               |                                               |                                               |
|                                                          | Eugène Schaus                                              | Vicepremier, minister van Justitie, Binnenlandse Zaken en het Leger                                              | DP                                            |                                               |                                               |                                               |                                               |                                               |
|                                                          | Jean-Pierre Büchler                                        | Minister van Landbouw, Wijnbouw en Openbare Werken                                                               | CSV                                           |                                               |                                               |                                               |                                               |                                               |
|                                                          | Jean Dupong                                                | Mininister van Onderwijs, Arbeid en Sociale Zaken                                                                | CSV                                           |                                               |                                               |                                               |                                               |                                               |
|                                                          | Madeleine Frieden-Kinnen                                   | Minister van Familie, Jeugd, Sociale Solidariteit, Volksgezondheid, Religieuze Zaken en Cultuur                  | CSV                                           |                                               |                                               |                                               |                                               |                                               |
|                                                          | Gaston Thorn                                               | Minister van Buitenlandse Zaken, Buitenlandse Handel, Openbare Dienstverlening en Sport                          | DP                                            |                                               |                                               |                                               |                                               |                                               |
|                                                          | Marcel Mart                                                | Minister van Economie, Middenstand, Toerisme, Transport en Energie                                               | DP                                            |                                               |                                               |                                               |                                               |                                               |
| Werner-Schaus III (5 juli 1971 - 10 september 1972)      |                                                            | |                                               |                                               |                                               |                                               |                                               |                                               |
|                                                          | Pierre Werner                                              | President van de Regering en minister van Financiën                                                              | CSV                                           |                                               |                                               |                                               |                                               |                                               |
|                                                          | Eugène Schaus                                              | Vicepremier, minister van Justitie, Binnenlandse Zaken en het Leger                                              | DP                                            |                                               |                                               |                                               |                                               |                                               |
|                                                          | Jean-Pierre Büchler                                        | Minister van Landbouw, Wijnbouw en Openbare Werken                                                               | CSV                                           |                                               |                                               |                                               |                                               |                                               |
|                                                          | Jean Dupong                                                | Minister van Onderwijs, Arbeid en Sociale Zaken                                                                  | CSV                                           |                                               |                                               |                                               |                                               |                                               |
|                                                          | Madeleine Frieden-Kinnen                                   | Minister van Familie, Jeugd, Sociale Solidariteit, Volksgezondheid, Cultuur en Religieuze Zaken                  | CSV                                           |                                               |                                               |                                               |                                               |                                               |
|                                                          | Gaston Thorn                                               | Minister van Buitenlandse Zaken, Buitenlandse Handel, Openbare Dienstverlening en Sport                          | DP                                            |                                               |                                               |                                               |                                               |                                               |
|                                                          | Marcel Mart                                                | Minister van Economische Zaken, Middenstand, Toerisme, Transport en Energie                                      | DP                                            |                                               |                                               |                                               |                                               |                                               |
|                                                          | Camille Ney                                                | Staatssecretaris van Landbouw, Wijnbouw en Opvoeding                                                             | CSV                                           |                                               |                                               |                                               |                                               |                                               |
|                                                          | Emile Krieps                                               | Staatssecretaris van Binnenlandse Zaken                                                                          | DP                                            |                                               |                                               |                                               |                                               |                                               |
| Werner-Schaus III (10 september 1972 - 15 juni 1974)     |                                                            | |                                               |                                               |                                               |                                               |                                               |                                               |
|                                                          | Pierre Werner                                              | President van de Regering, minister van Financiën en Cultuur                                                     | CSV                                           |                                               |                                               |                                               |                                               |                                               |
|                                                          | Eugène Schaus                                              | Vicepremier, minister van Justitie, Binnenlandse Zaken en het Leger                                              | DP                                            |                                               |                                               |                                               |                                               |                                               |
|                                                          | Jean-Pierre Büchler                                        | Minister van Openbare Werken, Familie, Sociale Woningbouw, Sociale Solidariteit en Wijnbouw                      | CSV                                           |                                               |                                               |                                               |                                               |                                               |
|                                                          | Jean Dupong                                                | Minister van Onderwijs, Arbeid en Sociale Zaken                                                                  | CSV                                           |                                               |                                               |                                               |                                               |                                               |
|                                                          | Gaston Thorn                                               | Minister van Buitenlandse Zaken, Buitenlandse Handel, Openbare Dienstverlening en Sport                          | DP                                            |                                               |                                               |                                               |                                               |                                               |
|                                                          | Marcel Mart                                                | Minister van Economische Zaken, Middenstand, Toerisme, Transport en Energie                                      | DP                                            |                                               |                                               |                                               |                                               |                                               |
|                                                          | Camille Ney                                                | Minister van Landbouw en Volksgezondheid                                                                         | CSV                                           |                                               |                                               |                                               |                                               |                                               |
|                                                          | Emile Krieps                                               | Staatssecretaris van Binnenlandse Zaken                                                                          | DP                                            |                                               |                                               |                                               |                                               |                                               |
|                                                          | Jacques Santer                                             | Staatssecretaris van Cultuur, Arbeid en Sociale Zaken                                                            | CSV                                           |                                               |                                               |                                               |                                               |                                               |
| Werner-Thorn I (16 juli 1979 - 3 maart 1980)             |                                                            | |                                               |                                               |                                               |                                               |                                               |                                               |
|                                                          | Pierre Werner                                              | President van de Regering en minister van Cultuur                                                                | CSV                                           |                                               |                                               |                                               |                                               |                                               |
|                                                          | Gaston Thorn                                               | Vicepremier, minister van Buitenlandse Zaken, Buitenlandse Handel, Coöperatie, Economie, Middenstand en Justitie | DP                                            |                                               |                                               |                                               |                                               |                                               |
|                                                          | Emile Krieps                                               | Minister van Volksgezondheid, het Leger en Sport                                                                 | DP                                            |                                               |                                               |                                               |                                               |                                               |
|                                                          | Camille Ney                                                | Minister van Landbouw, Wijn, Water en Bosbouw                                                                    | CSV                                           |                                               |                                               |                                               |                                               |                                               |
|                                                          | Josy Barthel                                               | Minister van Milieu, Transport, Communicatie, Informatica en Energie                                             | DP                                            |                                               |                                               |                                               |                                               |                                               |
|                                                          | Jacques Santer                                             | Minister van Financiën, Arbeid en Sociale Zaken                                                                  | CSV                                           |                                               |                                               |                                               |                                               |                                               |
|                                                          | René Konen                                                 | Minister van Openbare Dienstverlening en Openbare Werken                                                         | DP                                            |                                               |                                               |                                               |                                               |                                               |
|                                                          | Jean Spautz                                                | Minister van Binnenlandse Zaken, Familie, Sociale Woningbouw en Sociale Solidariteit                             | CSV                                           |                                               |                                               |                                               |                                               |                                               |
|                                                          | Fernand Boden                                              | Minister van Onderwijs en Toerisme                                                                               | CSV                                           |                                               |                                               |                                               |                                               |                                               |
|                                                          | Ernst Mühlen                                               | Staatssecretaris van Financiën                                                                                   | CSV                                           |                                               |                                               |                                               |                                               |                                               |
|                                                          | Paul Helminger                                             | Staatssecretaris van Buitenlandse Zaken, Buitenlandse Handel, Coöperatie, Economie, Middenstand en Justitie      |                                               |                                               |                                               |                                               |                                               |                                               |
| Werner-Thorn II (3 maart 1980 - 22 november 1980)        |                                                            | |                                               |                                               |                                               |                                               |                                               |                                               |
|                                                          | Pierre Werner                                              | President van de Regering en minister van Cultuur                                                                | CSV                                           |                                               |                                               |                                               |                                               |                                               |
|                                                          | Gaston Thorn                                               | Vicepremier, minister van Buitenlandse Zaken, Buitenlandse Handel, Coöperatie, Landbouw, Middenstand en Justitie | DP                                            |                                               |                                               |                                               |                                               |                                               |
|                                                          | Emile Krieps                                               | Minister van Volksgezondheid, het Leger en Sport                                                                 | DP                                            |                                               |                                               |                                               |                                               |                                               |
|                                                          | Camille Ney                                                | Minister van Landbouw, Wijnbouw, Water en Bosbouw                                                                | CSV                                           |                                               |                                               |                                               |                                               |                                               |
|                                                          | Josy Barthel                                               | Minister van Milieu, Transport, Communicatie, Informatica en Energie                                             | DP                                            |                                               |                                               |                                               |                                               |                                               |
|                                                          | Jacques Santer                                             | Minister van Financiën, Arbeid en Sociale Zaken                                                                  | CSV                                           |                                               |                                               |                                               |                                               |                                               |
|                                                          | René Konen                                                 | Minister van Openbare Dienstverlening en Openbare Werken                                                         | DP                                            |                                               |                                               |                                               |                                               |                                               |
|                                                          | Jean Pautz                                                 | Minister van Binnenlandse Zaken, Familie, Sociale Woningbouw en Sociale Solidariteit                             | CSV                                           |                                               |                                               |                                               |                                               |                                               |
|                                                          | Fernand Boden                                              | Minister van Onderwijs en Toerisme                                                                               | CSV                                           |                                               |                                               |                                               |                                               |                                               |
|                                                          | Ernst Mühlen                                               | Staatssecretaris van Financiën                                                                                   | CSV                                           |                                               |                                               |                                               |                                               |                                               |
|                                                          | Paul Helminger                                             | Staatssecretaris van Buitenlandse Zaken, Buitenlandse Handel, Coöperatie, Economie, Middenstand en Justitie      | DP                                            |                                               |                                               |                                               |                                               |                                               |
| Werner-Flesch I (22 november 1980 - 3/21 december 1982)  |                                                            | |                                               |                                               |                                               |                                               |                                               |                                               |
|                                                          | Pierre Werner                                              | President van de Regering en minister van Cultuur                                                                | CSV                                           |                                               |                                               |                                               |                                               |                                               |
|                                                          | Colette Flesch                                             | Vicepremier, minister van Buitenlandse Zaken, Buitenlandse Handel, Coöperatie, Economie, Middenstand en Justitie | DP                                            |                                               |                                               |                                               |                                               |                                               |
|                                                          | Emile Krieps                                               | Minister van Volksgezondheid, het Leger en Sport                                                                 | DP                                            |                                               |                                               |                                               |                                               |                                               |
|                                                          | Camille Ney                                                | Minister van Landbouw, Wijnbouw, Water en Bosbouw                                                                | CSV                                           |                                               |                                               |                                               |                                               |                                               |
|                                                          | Josy Barthel                                               | Minister van Milieu, Communicatie, Transport, Informatica en Energie                                             | DP                                            |                                               |                                               |                                               |                                               |                                               |
|                                                          | Jacques Santer                                             | Minister van Financiën, Arbeid en Sociale Zaken                                                                  | CSV                                           |                                               |                                               |                                               |                                               |                                               |
|                                                          | René Konen                                                 | Minister van Openbare Dienstverlening en Openbare Werken                                                         | DP                                            |                                               |                                               |                                               |                                               |                                               |
|                                                          | Jean Spautz                                                | Minister van Binnenlandse Zaken, Familie, Sociale Woningbouw en Sociale Soloidariteit                            | CSV                                           |                                               |                                               |                                               |                                               |                                               |
|                                                          | Fernand Boden                                              | Minister van Onderwijs en Toerisme                                                                               | CSV                                           |                                               |                                               |                                               |                                               |                                               |
|                                                          | Ernst Mühlen                                               | Staatssecretaris van Financiën                                                                                   | CSV                                           |                                               |                                               |                                               |                                               |                                               |
|                                                          | Paul Helminger                                             | Staatssecretaris van Buitenlandse Zaken, Buitenlandse Handel, Coöperatie, Economie, Middenstand en Justitie      |                                               |                                               |                                               |                                               |                                               |                                               |
| Werner-Flesch II (21 december 1980 - 3/21 december 1982) |                                                            | |                                               |                                               |                                               |                                               |                                               |                                               |
|                                                          | Pierre Werner                                              | President van de Regering en minister van Cultuur                                                                | CSV                                           |                                               |                                               |                                               |                                               |                                               |
|                                                          | Colette Flesch                                             | Vicepremier, minister van Buitenlandse Zaken, Buitenlandse Handel, Coöperatie, Economie, Middenstand en Justitie | DP                                            |                                               |                                               |                                               |                                               |                                               |
|                                                          | Emile Krieps                                               | Minister van Volksgezondheid, het Leger en Sport                                                                 | DP                                            |                                               |                                               |                                               |                                               |                                               |
|                                                          | Josy Barthel                                               | Minister van Milieu, Transport, Communicatie, Informatica en Energie                                             | DP                                            |                                               |                                               |                                               |                                               |                                               |
|                                                          | Jacques Santer                                             | Minister van Financiën, Arbeid en Sociale Zaken                                                                  | CSV                                           |                                               |                                               |                                               |                                               |                                               |
|                                                          | René Konen                                                 | Minister van Openbare Dienstverlening en Openbare Werken                                                         | DP                                            |                                               |                                               |                                               |                                               |                                               |
|                                                          | Jean Spautz                                                | Minister van Binnenlandse Zaken, Familie, Sociale Woningbouw en Sociale Solidariteit                             | CSV                                           |                                               |                                               |                                               |                                               |                                               |
|                                                          | Ernest Mühlen                                              | Minister van Landbouw, Wijnbouw, Water en Bosbouw                                                                |                                               |                                               |                                               |                                               |                                               |                                               |
|                                                          | Fernand Boden                                              | Minister van Onderwijs en Toerisme                                                                               | CSV                                           |                                               |                                               |                                               |                                               |                                               |
|                                                          | Paul Helminger                                             | Staatssecretaris van Buitenlandse Zaken, Buitenlandse Handel, Coöperatie, Economie, Middenstand en Justitie      | DP                                            |                                               |                                               |                                               |                                               |                                               |
|                                                          | Jean-Claude Juncker                                        | Staatssecretaris van Arbeid en Sociale Zaken                                                                     | CSV                                           |                                               |                                               |                                               |                                               |                                               |